# تیندورف
تیندورف (به آلمانی: Thiendorf) یک شهر در آلمان است که در مایسن واقع شده‌است. تیندورف ۳٬۷۴۴ نفر جمعیت دارد.